# Misionis Bay
Die Misionis Bay (englisch; bulgarisch залив Мисионис saliw Missionis) ist eine 1,6 km breite und 2,35 km lange Bucht an der Nordostküste von Pickwick Island in der Gruppe der Pitt-Inseln im Archipel der Biscoe-Inseln westlich der Antarktischen Halbinsel. Sie liegt östlich des Kusev Point und westlich des Plakuder Point.
Britische Wissenschaftler kartierten sie 1971. Die bulgarische Kommission für Antarktische Geographische Namen benannte sie 2013 nach der mittelalterlichen Stadt Misionis bei Targowischte im Nordosten Bulgariens.